# Paola García
Paola García (Lima, 25 de agosto de 1987) es una jugadora de voleibol peruana. Juega de central y su último equipo fue Universidad San Martín de la Liga Nacional Superior de Voleibol del Perú. Fue parte de la Selección femenina de voleibol del Perú en el Campeonato Mundial de Voleibol Femenino de 2010 en Japón.

## Clubes
| Club                      | País      | Año         |
| ------------------------- | --------- | ----------- |
| Club Bancoper             | Perú      | 2000 - 2004 |
| Club Camino de Vida       | Perú      | 2005        |
| Club Alianza Lima         | Perú      | 2006 - 2007 |
| Circolo Sportivo Italiano | Perú      | 2008 - 2009 |
| Club de Olavarría Voley   | Argentina | 2010        |
| Divino Maestro            | Perú      | 2010        |
| Universidad César Vallejo | Perú      | 2011 - 2017 |
| Regatas Lima              | Perú      | 2017 - 2020 |
| Molivoleibol              | Perú      | 2021        |
| Universidad San Martín    | Perú      | 2021 - 2023 |